# Petals
Petals es una pieza de música espectral compuesta por Kaija Saariaho para violonchelo y electrónica en vivo. Es uno de los trabajos estudiados en el plan de estudios de Edexcel para el A-Level en música. La obra ha sido grabada por Anssi Karttunen (a quien está dedicada) en el sello Finlandia, y por la violonchelista Wilhelmina Smith en el sello Ondine.

## Antecedentes
En 1982, Saariaho comenzó a estudiar en el Institute de Recherche et Coordination Acoustique / Musical en París. Enfocó sus intereses en el análisis del espectro de sonido basado en computadora, la música electrónica, la música que combina interpretación en vivo y electrónica, y el uso de computadoras en la composición musical. Petals fue escrita en 1988 en el transcurso de unos cuantos días. Fue interpretada por primera vez en Bremen, por el violonchelista finlandés Anssi Karttunen. Petals mezcla sonidos en vivo y procesados electrónicamente. La pieza juega con los contrastes entre el sonido instrumental y el electrónico/grabado y con la expansión de los sonidos naturales que hacen los instrumentos convencionales para que suenen como electrónicos. Petals está profundamente inspirada en otra de sus piezas, Nymphea (Jardin Secret III) (1987), una pieza escrita para cuarteto de cuerdas y electrónica. El nombre de la pieza se deriva de esta relación.

## Análisis

### Instrumentación y técnica
Petals se pueden interpretar como una pieza para violonchelo solista, o con amplificación electrónica y procesamiento de señales. Al componer con dos modos de expresión opuestos en esta pieza, Saariaho quiere obligar al intérprete a extender su sensibilidad. La escritura para violonchelo en esta pieza utiliza una variedad de diferentes técnicas instrumentales:
- Normal, sul ponticello, sul tasto, tremolando y flautando tocando con el arco
- Diferentes presiones del arco
- Pizzicato y pizzicato con la mano izquierda
- Tres tipos diferentes de glissandi
- Diferentes tipos de vibrato.
- Armónicos[5]
- Trinos y mordentes
- Dobles cuerdas[1][3]

### Electrónica
El uso opcional de la configuración de procesamiento de señal/amplificación sugerida aclara algunos aspectos con respecto a la versión para violonchelo solo. En este trabajo se utilizan tres técnicas principales:
- Amplificación
- Reverberación
- Armonizador[1][2][3]

### Estructura
Petals no consta de una estructura fija. La partitura está diseñada en un pentagrama por línea. Esta pieza se apoya en dos temas opuestos que la organizan en dos apartados contrastantes: pasajes coloristas frágiles y eventos más enérgicos con un claro carácter rítmico y melódico. Las secciones colorísticas están marcadas con tempo lento y sempre legatissimo; tienen armónicos, glissandos y trinos; la dinámica es más tranquila; tienen valores de nota largas y se utiliza la presión del arco. Por otro lado, las secciones más enérgicas tienen un tempo más veloz; tienen corridas microtonales y cromáticas; con dinámicas más fuertes; valores de nota más cortos; rítmicamente muy complejos y hacen un mayor uso de los efectos de reverberación y armonización.

### Textura
Petals usa tres tipos de texturas:
- Texturas monofónicas
- Texturas de polifónica
- Texturas de pedal/dron[1][2]

### Tonalidad
Las intenciones de Kaija Saariaho no giraban en torno a la organización del tono en esta pieza, por lo tanto, es atonal. Sin embargo, en ausencia de una clave, la idea de una tónica se puede apreciar en algunas secciones de la pieza. Por ejemplo, un Do grave se convierte en el centro de la escucha a lo largo de los pentagramas 17-27.

### Melodía
Los temas y motivos melódicos no se utilizan en esta pieza, sin embargo, hay algunas características notables que desarrollan ciertas ideas melódicas:
- Intervalos microtonales, específicamente cuartos de tono[1]
- Retrogados
- Secuencias[3]

### Ritmo, metro y tempo
El tempo es variado a lo largo de la pieza y está marcado por las indicaciones accelerandi y ritenuti. Algunas secciones tienen el tempo marcado; por ejemplo, 60 pulsaciones por minuto (ppm) durante algunos pasajes enérgicos. Los pasajes lento no tienen tempo marcado; por lo tanto, se crea un contraste entre las secciones donde el pulso es evidente y las que no. Diecillos, síncopas entre septillos y quintillos y notas de gracia se utilizan en las secciones métricamente activas. En general, los ritmos se vuelven menos establecidos a lo largo de la obra.

## Grabaciones
- Meet the Composer: Kaija Saariaho. Anssi Karttunen (violonchelo). Finlandia Records, 1999[8]
- Kaija Saariaho: L'œuvre pour violoncelle. Alexis Descharmes (violonchelo). æon, 2006[9]
- Esa‐Pekka Salonen, Kaija Saariaho: Works for Solo Cello. Wilhelmina Smith (violonchelo). Ondine, 2019[10]